# Comeniusmuseum

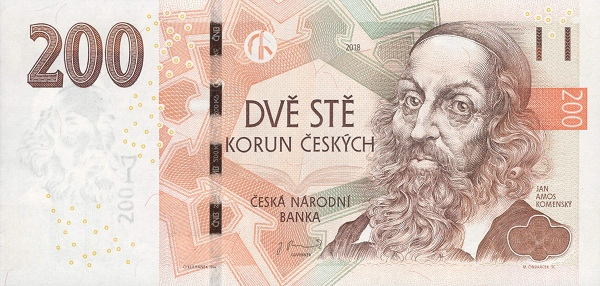
Tsjechische bankbiljet met Comenius met de vesting Naarden als achtergrond

Het Comeniusmuseum is een museum in Naarden. Naast het museum ligt het mausoleum van Comenius. Beide zijn ondergebracht in een voormalig klooster.
De beroemde Tsjechische wijsgeer, didacticus en theoloog Jan Amos Comenius is na zijn overlijden in 1670 in Naarden begraven. Zijn mausoleum is voor het publiek toegankelijk.
Comenius werd op 22 november 1670 in de Waalse kerk te Naarden begraven. Zijn laatste rustplaats werd vergeten, maar zijn stoffelijke resten werden in 1929 herontdekt en na laboratoriumonderzoek werden zij op 25 juli 1929 op de oorspronkelijke plaats herbegraven. In 1933 besloot de Nederlandse regering de voormalige Waalse kapel aan Tsjechoslowakije over te dragen. De ondertekening van dit document vond plaats op 28 maart, de geboortedag van Comenius. De Tsjechoslowaken mochten de ruimte naar eigen inzicht inrichten. Tussen 1933 en 1937 werd de ruimte gerestaureerd en ingericht als mausoleum. Het ontwerp was van de Tsjechische architect Ladislav Machoñ en werd uitgevoerd door drie kunstenaars: Jaroslav Benda, voor het glaswerk, Jaroslav Horejc, het koorhek met beelden en kandelaar, en Karel Štipl was verantwoordelijk voor het houtsnijwerk. Deze situatie is nadien niet meer aangepast. Zijn mausoleum trekt nog grote aantallen bezoekers uit Tsjechië. Vanwege de link tussen Comenius en Naarden, staat de plattegrond van Naarden afgebeeld op het briefje van 200 Tsjechische kronen.
Naast het mausoleum is het Comeniusmuseum. Het museum werd in 1892 opgericht ter gelegenheid van de herdenking van Comenius’ 300ste geboortedag. Het museum begon op de zolder van het oude stadhuis en verhuisde vervolgens naar het Spaanse Huis in de Turfpoortstraat in Naarden. In 1992, het 400ste geboortejaar van Comenius, verhuisde het Comeniusmuseum naar de huidige locatie naast het mausoleum. Dit museum is deels ingericht met een vaste collectie over Comenius en zijn werkgebied. Voor een ander deel zijn er wisselende tentoonstellingen.
Van september 2007 tot januari 2008 was in dit museum de tijdelijke tentoonstelling 'Comenius in meervoud'. Vanwege 350 jaar Opera Didactica Omnia (in dit boek zet hij zijn gedachten over beeldend onderwijs uiteen), 80 jaar Comeniusmuseum, 70 jaar Comeniusmausoleum en 50 jaar het Comeniusstandbeeld in Naarden. Tot 11 april 2023 is er de tentoonstelling 'Comenius en De Geer in oorlog en vrede'. Comenius ontving financiële steun van Louis de Geer. De Geer was een rijke wapenhandelaar, maar hij ondersteunde ook armen en protestantse geloofsgenoten.
Ieder jaar organiseert het museum omstreeks 28 maart de Comeniusdag. Vaste onderdelen zijn de kranslegging op het graf van Comenius in het mausoleum, een lezing en tot slot de uitreiking van de Comeniusprijs. De lezing heeft als thema het gedachtegoed van Comenius: onderwijs, wetenschap, zingeving en samenleving.

## Fotogalerij

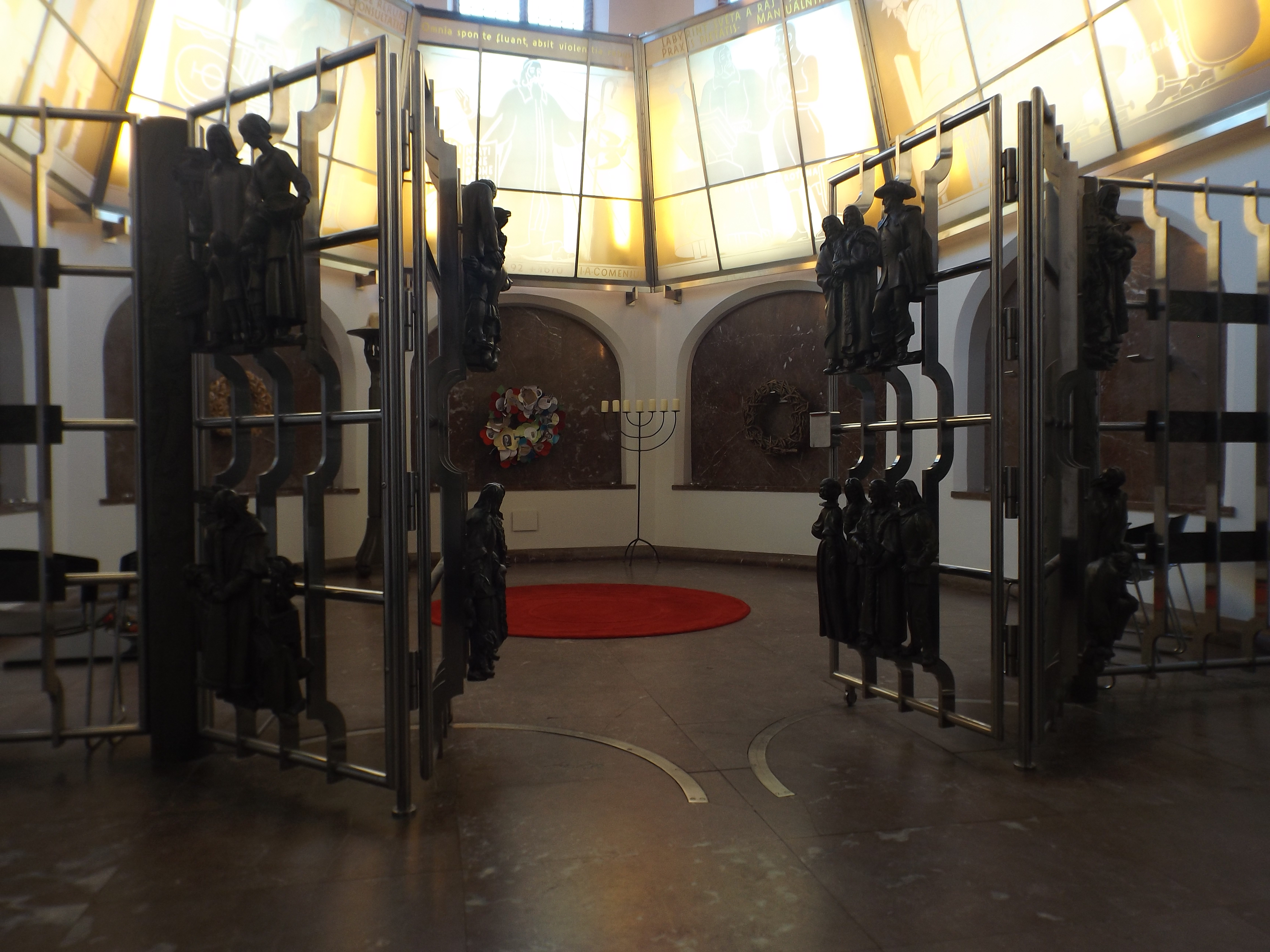
Overzicht kapel met koorhek
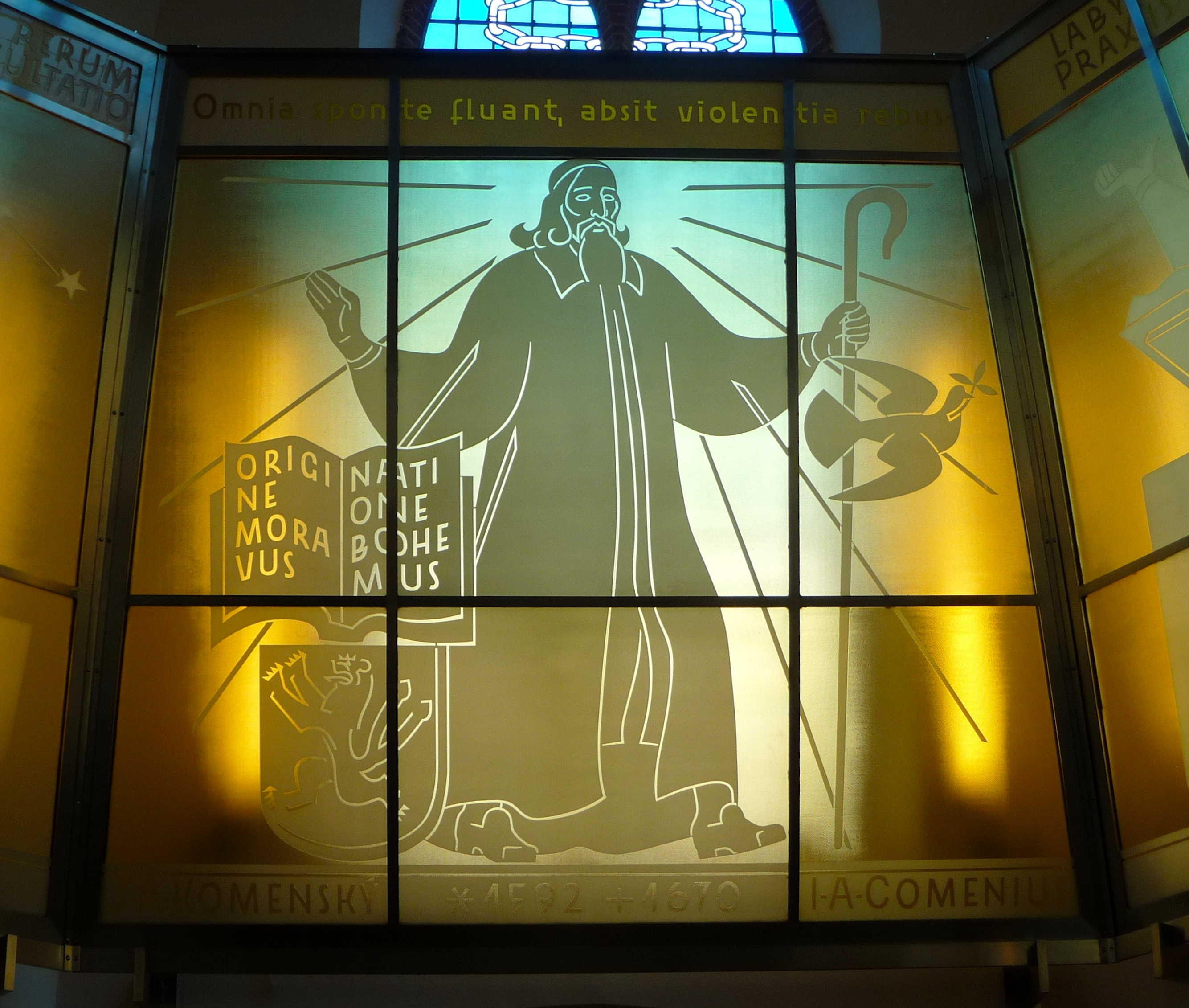
Een van de glaswerken
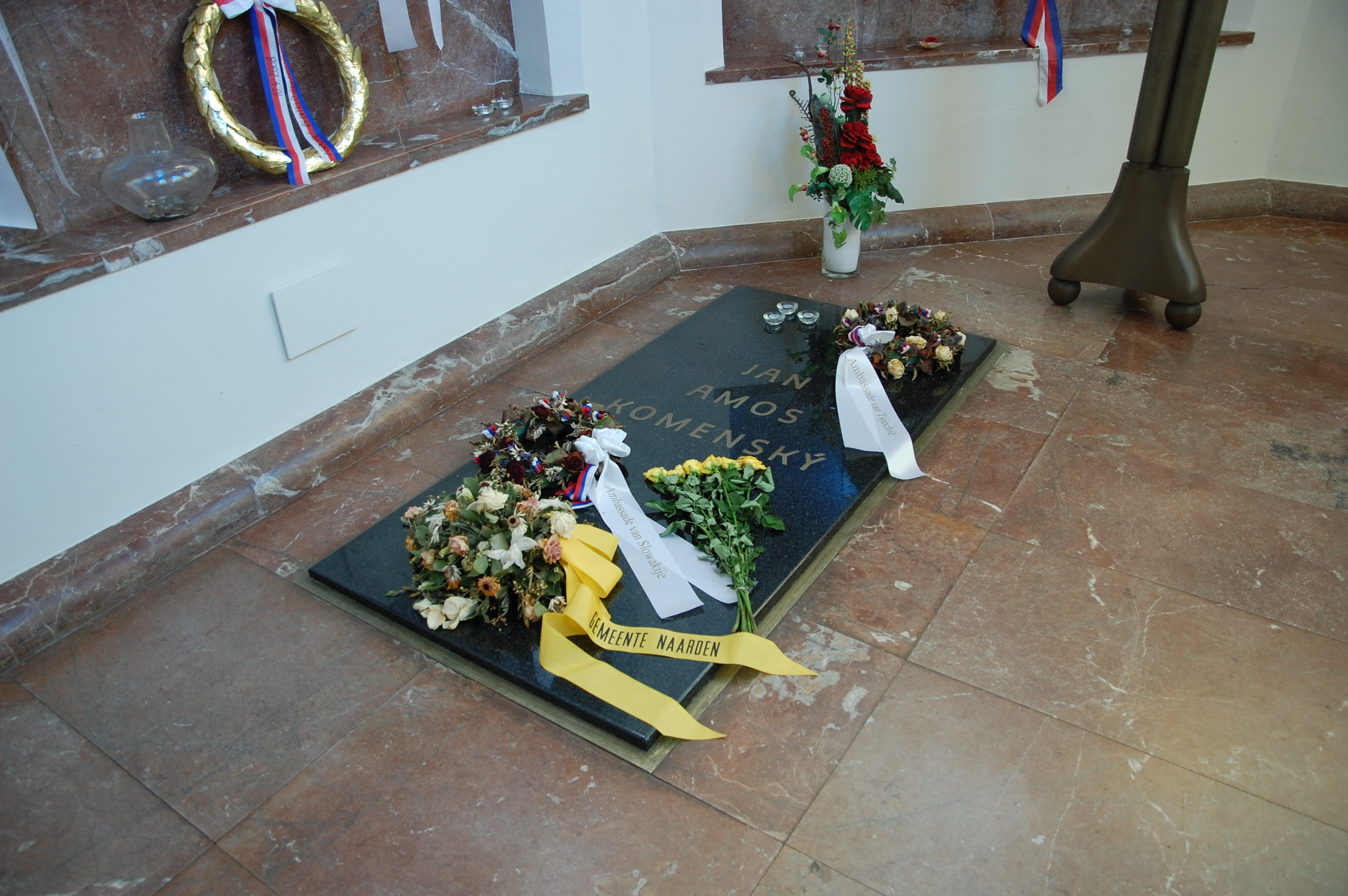
Graf van Comenius